# 头屯河战役
头屯河战役是中华民国大陆时期新疆省的一场战役。苏联红军進入新疆協助盛世才政府後，与回族军阀马仲英在头屯河（屬新疆昌吉）的交战，在双方付出惨重代价後，马仲英的回族武装撤退。
1934年盛世才引苏联入侵新疆围剿马仲英。马仲英的回族部队中央陆军新编第三十六師在冻结的头屯河边被苏联红军攻击。战役持续20多日，苏军使用了芥子气。中央陆军新编第三十六師士兵身穿羊皮衣伪装于雪中，使用快马弯刀短距离攻击苏联红军机关枪点來挫败苏军的鉗形攻勢，双方均伤亡惨重。最終因部隊伤亡过大和武器落后，马仲英下令撤退。